# WWE Bottom Line
Bottom Line (originariamente The Bottom Line) è un programma televisivo prodotto della WWE che riassume quanto trasmesso durante Raw. Assieme a Afterburn prese il posto nel palinsesto della WWE di Superstars.
Il nome dello show è legato ad una frase tipica del wrestler Steve Austin: «That's the Bottom Line, because Stone Cold said so!». Prese il posto nel palinsesto della WWE di Livewire.
In Italia, va in onda con il commento originale sul servizio a pagamento Discovery Plus. Commentato fino al 2015 in Italia da Terry Idol e Monica Passeri, il programma è stato commentato anche da Christian Recalcati, Serena Garitta, Jessica Polsky, Fabrizio Ponciroli, "Steve Cottage" Stefano Villa e Giuseppe "The King" Danza. Bottom Line continua a essere prodotto per il mercato fuori dagli Stati Uniti, venendo trasmesso nel Regno Unito su Sky Sports, in Sudafrica su Ten Sports, in Germania su Sky Sport, in Italia su La3 e su GXT, nelle Filippine su Jack TV e nel Medio Oriente su ShowSports 4. A partire da novembre 2009 viene trasmesso in Italia su K2 in versione censurata per adattare meglio i contenuti al target del canale. Dopo la cancellazione dal palinsesto di K2 è ritornato su GXT dal 7 ottobre 2010 senza censure.
Dal 23 maggio 2014 la trasmissione torna in onda anche su K2 in versione censurata. Dal 2 luglio 2015 non viene più trasmesso su K2 in versione censurata, sancendo così la fine delle trasmissioni in Italia fino al 2020, quando il programma è passato su Discovery+ in originale e in italiano senza censure.